# 6420 Riheijyaya
6420 Riheijyaya eller 1993 XG1 är en asteroid i huvudbältet som upptäcktes den 14 december 1993 av den japanska astronomen Takao Kobayashi vid Ōizumi-observatoriet. Den är uppkallad efter parken Riheijyaya i Kurohone.
Asteroiden har en diameter på ungefär 13 kilometer och den tillhör asteroidgruppen Eos.